# Великий архитектор (гравюра)
«Ветхий днями» (англ. The Ancient of Days) — тонированная гравюра английского художника и поэта Уильяма Блейка.
Название произведения «The Ancient of Days» по-английски означает «Ветхий днями» — это одно из имён (эпитетов) Бога в Ветхом завете, упомянутое в книге пророка Даниила (по-арамейски: Атик Йомин):

Видел я, наконец, что поставлены были престолы, и воссел Ветхий днями; одеяние на Нём было бело, как снег, и волосы главы Его — как чистая волна; престол Его — как пламя огня, колёса Его — пылающий огонь.— Дан. 7:9
Второе название гравюры «Великий архитектор» отсылает к принятому в масонстве названию высшей сущности или Бога (Великий Архитектор Вселенной).
Главный персонаж гравюры — Бог-Отец в акте творения. Блейк даёт ему имя Уризен (от слова reason — разум).